# 말라기

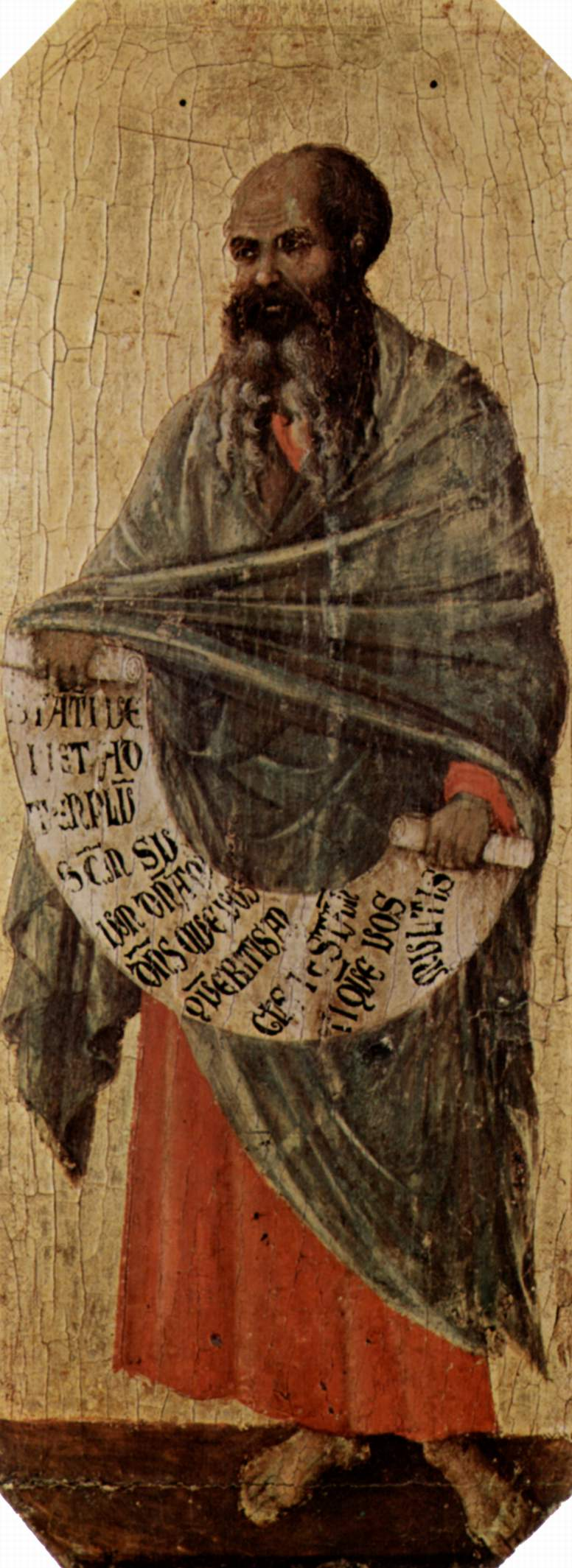

말라기(/ˈmæləkaə/, 히브리어: אלְאָכִי, 현대: Malʾaḵī, 티베리아어: Malʾāḵī, "나의 사자")는 말라키아 또는 말라키라고도 알려져 있으며, 네비임 성경의 마지막 책인 말라기서의 저자가 사용한 이름이다. 1897년 이스턴 성경 사전(Easton's Bible Dictionary)에 따르면, 말라기는 고유명이 아닐 가능성이 있다. 이는 단순히 "사자"(messenger)를 의미하기 때문에 많은 사람들이 이를 가명으로 간주한다. 유대인 전통에서는 말라기의 진짜 정체가 서기관 에즈라라고 주장한다.